# Куросима
Куроси́ма (яп. 黒島 Куросима) — небольшой остров в островной группе Яэяма островов Сакисима архипелага Рюкю. Административно относится к округу Такэтоми уезда Яэяма префектуры Окинава, Япония.
Площадь острова составляет 10,02 км², население — 205 человек (2011).
Высота острова — 14 м.
Паромом соединён с островом Исигаки.
Остров почти плоский и имеет форму сердца, что делает его популярным среди туристов.

## Фотогалерея

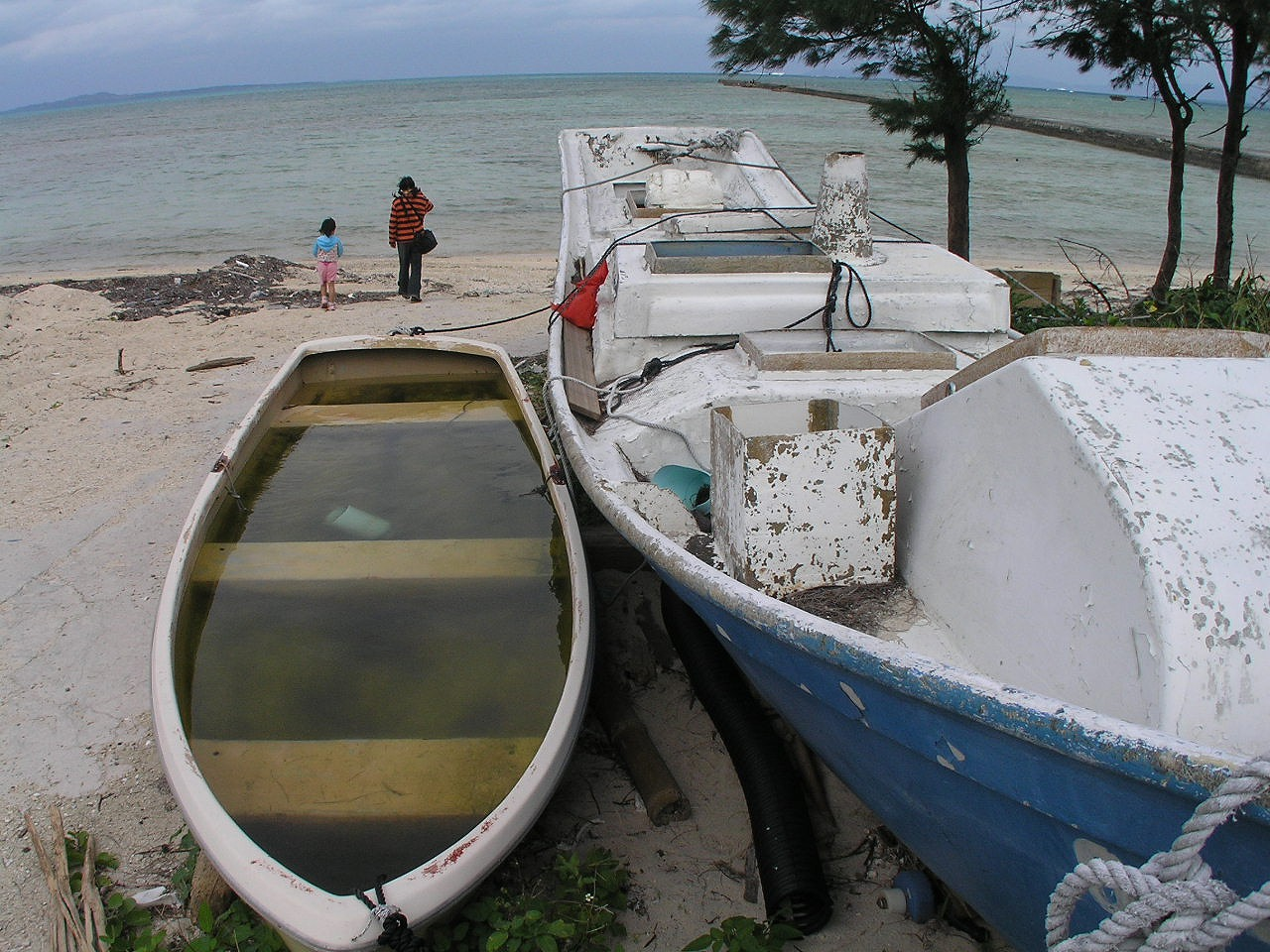
В порту Хори
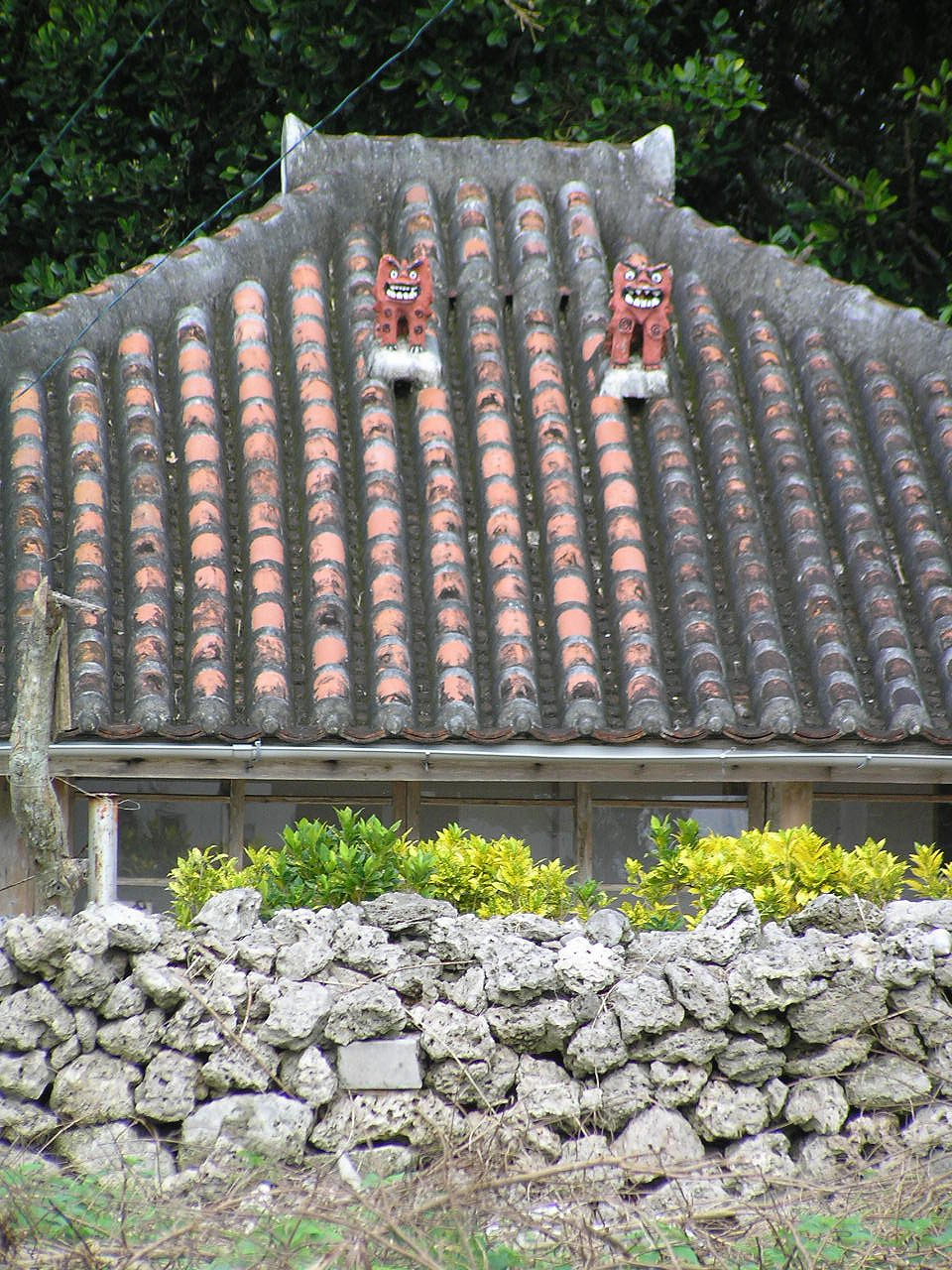
Традиционный дом
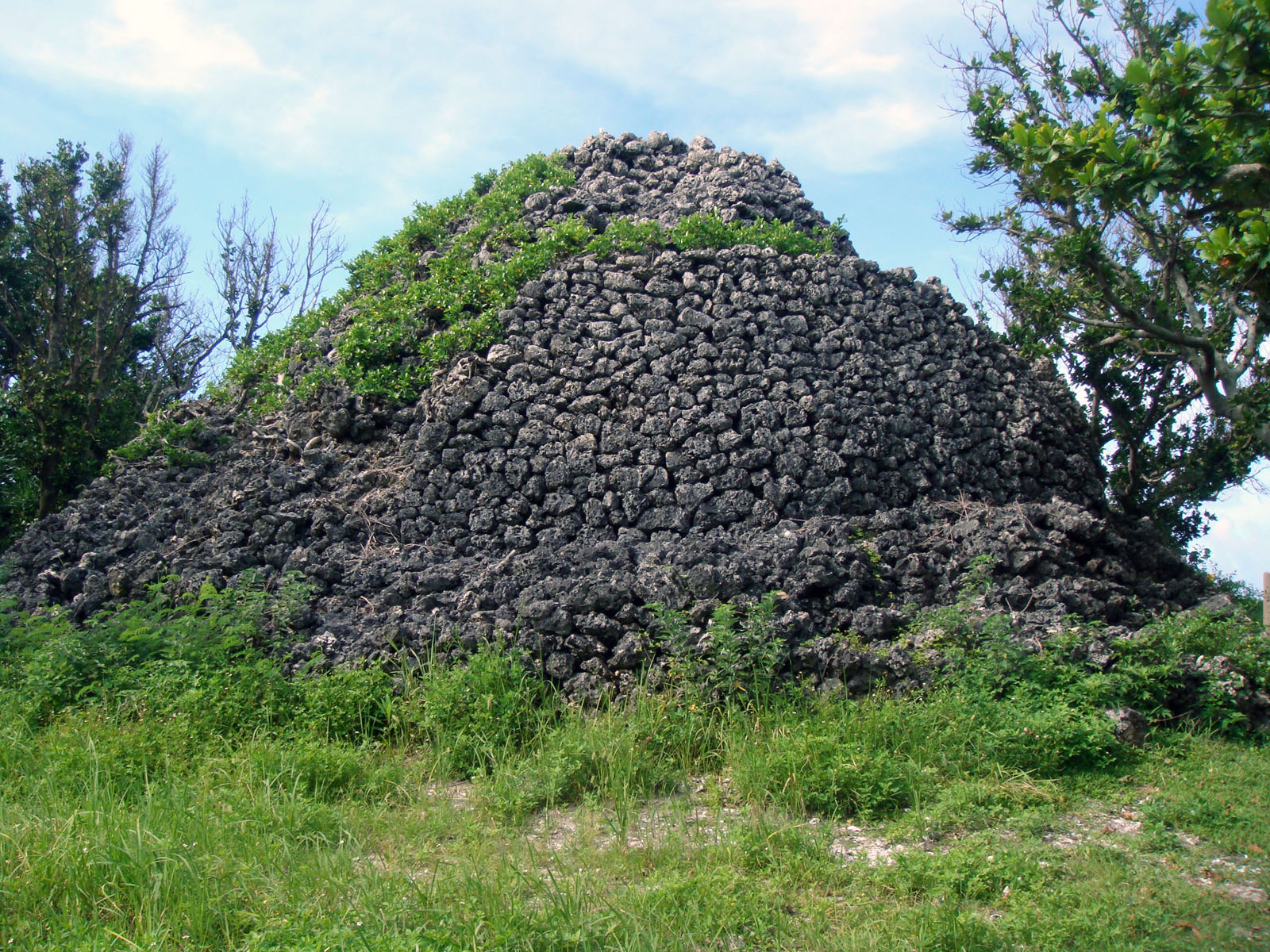
Древние руины
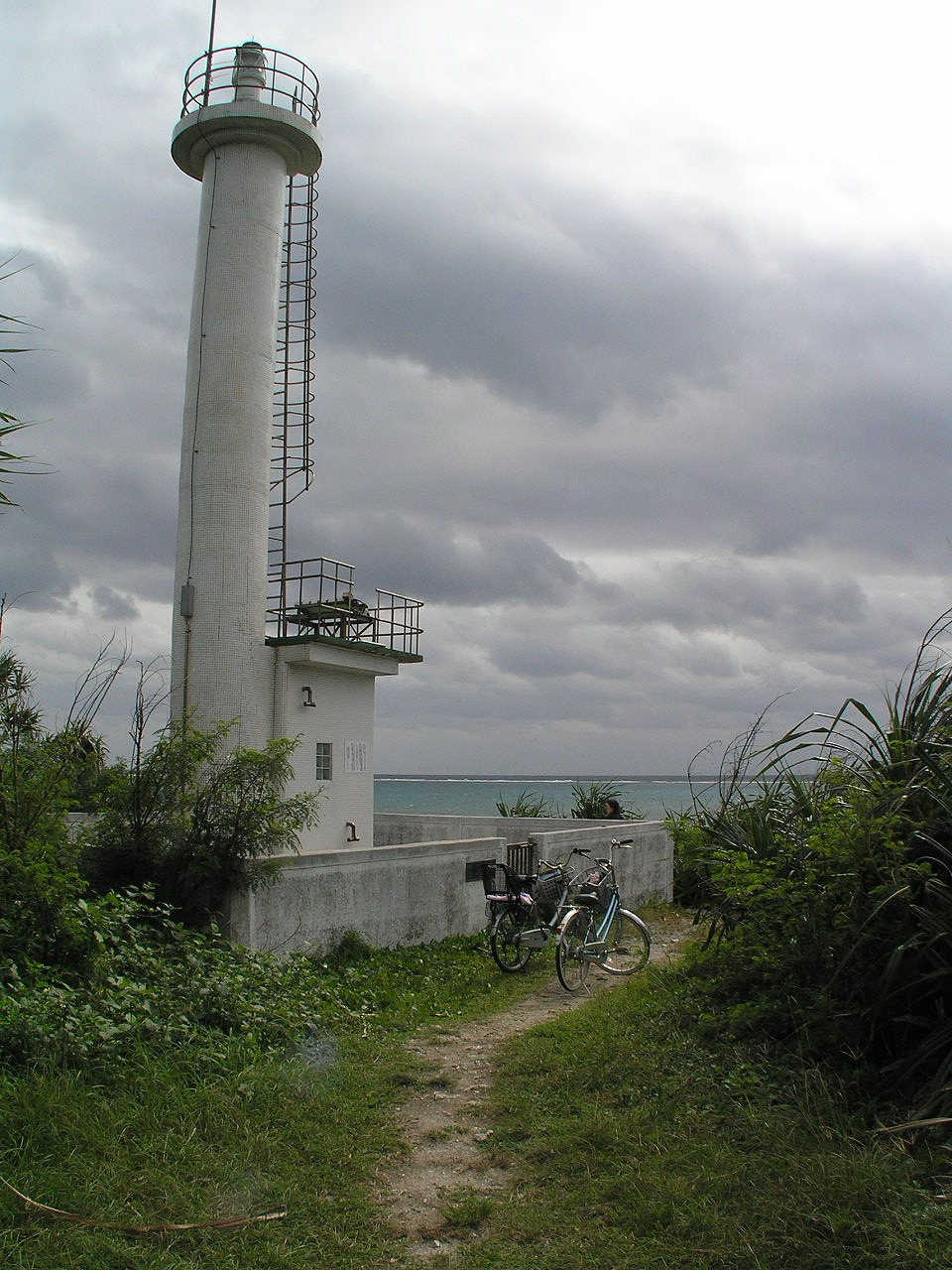
Маяк
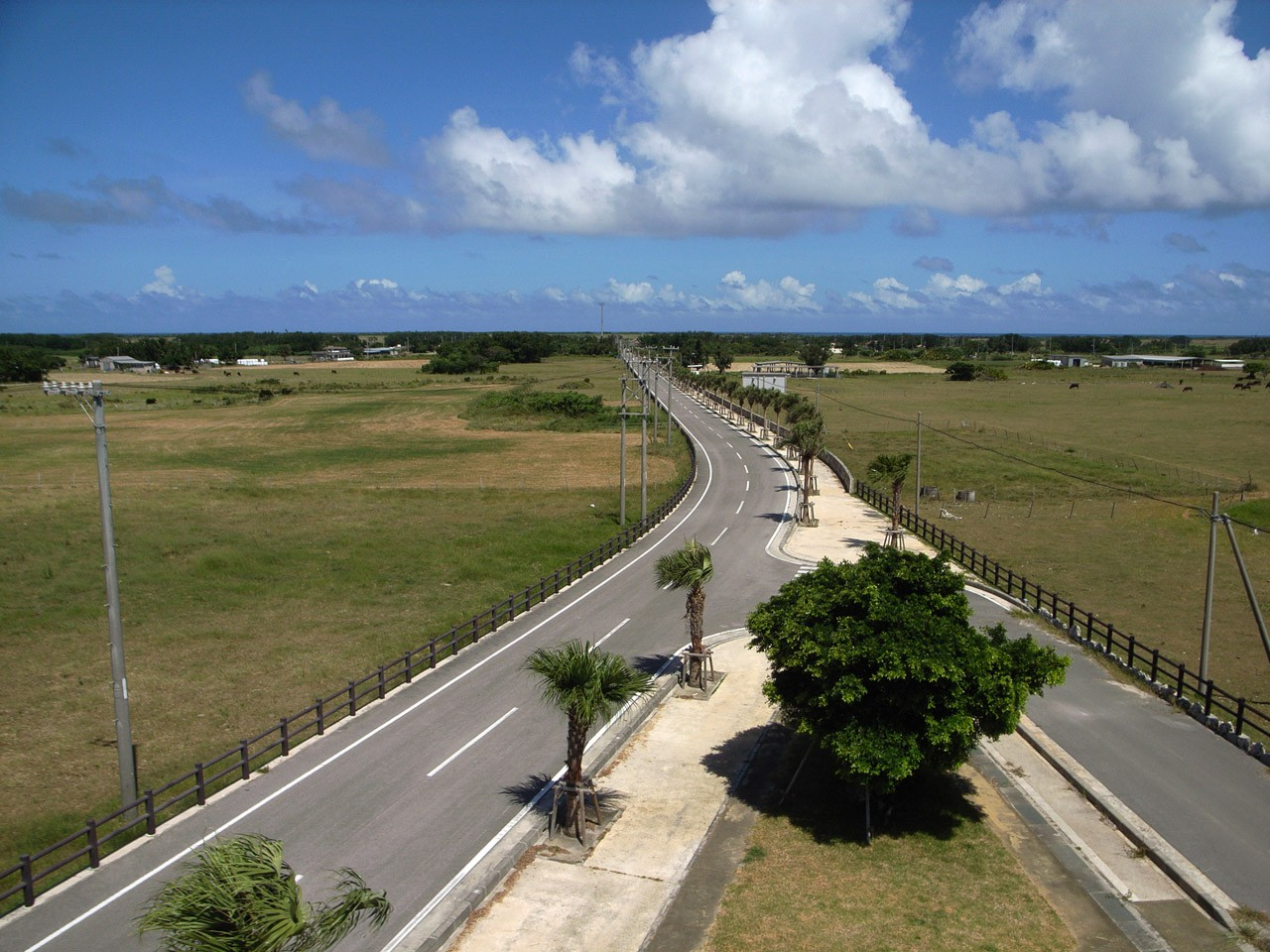
Автодорога
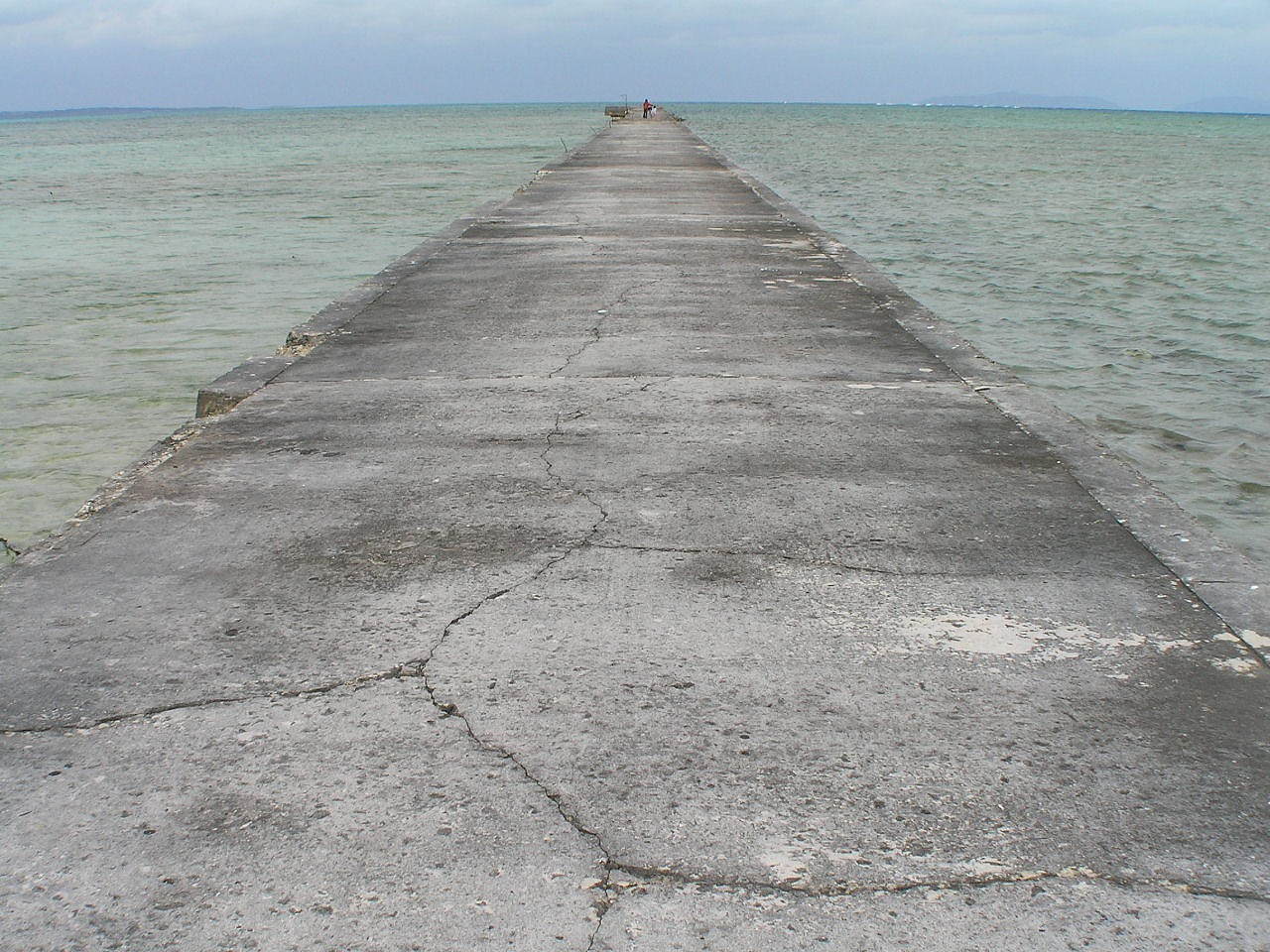
Морской пирс